# Trofeu taurí camarguès
El Trofeu taurí és el campionat francès de corregudes camargueses que organitza els diaris La Provence i Midi libre. El campionat va ser creat el 1952 per Georges Thiel, Marius Gardiol i Paul Laurent, i inclou tres categories: el Trofeu dels Asos, el Trofeu dels Rasetaires i el Trofeu del Futur.